# 基亞卡·奧博古
基亞卡·奧博古（英語：Chiaka Ogbogu，1995年4月15日—），美國女子排球運動員，位置為中間手。現時效力於土超豪門瓦基弗銀行女排俱樂部 。
她是美國國家女子排球隊隊員。她代表美國出戰2019年世界盃女子排球賽奪得銀牌。

## 獎項

### 俱樂部
- 2019年世界女排俱樂部錦標賽： - 冠軍（科內利亞諾女排俱樂部）

### 國家隊
- 2018年世界女排聯賽： - 冠軍
- 2019年世界盃女子排球賽： - 亞軍
- 2019年世界女排聯賽： - 冠軍
- 2021年世界女排聯賽： - 冠軍
- 2020年夏季奧林匹克運動會女子排球比賽： - 冠軍
- 2024年夏季奧林匹克運動會女子排球比賽： - 亞軍